# Johann Fuchs (Jurist)
Johann Fuchs (* 29. September 1946 in Dingolfing) ist ein deutscher Jurist und ehemaliger Richter am Bundesgerichtshof.

## Leben
Seine erste Richterstelle war 1974 in Bayern als Proberichter bei dem Landgericht Landshut. Von 1976 bis 1978 war er an das Bundesministerium der Justiz abgeordnet und anschließend für ein Jahr bei der Staatsanwaltschaft Landshut tätig. 1979 wurde er zum Richter am Landgericht bei dem Landgericht Landshut ernannt. 1988 folgte die Ernennung zum Richter am Oberlandesgericht München, 1992 die Ernennung zum Vorsitzenden Richter am Oberlandesgericht. Von 1999 bis 2001 war er Richter am Bayerischen Obersten Landesgericht. Am 2. Mai 2001 wurde er zum Richter am Bundesgerichtshof ernannt, und dem XII. Senat zugeordnet. Zum 1. März 2010 trat Fuchs in den Ruhestand.
Johann Fuchs verfasste wesentliche Entscheidungen der höchstrichterlichen Rechtsprechung zur Auslegung des Schuldrechtsanpassungsgesetzes und der Nutzungsentgeltverordnung, sowie zur Entschädigung, die der Grundstückseigentümer nach Ablauf des Nutzungsverhältnisses dem Nutzer für ein von diesem errichtetes Gebäude (Datsche) zu zahlen hat, und zur Anpassung der niedrigen Nutzungsentgelte für Grundstücke in der ehemaligen DDR an die aktuelle Marktmiete.

## Nachweise
- Bundesgerichtshof, Mitteilung der Pressestelle, Nr. 36/2001
- Bundesgerichtshof, Mitteilung der Pressestelle, Nr. 45/2010

| Personendaten    | Personendaten                                  |
| ---------------- | ---------------------------------------------- |
| NAME             | Fuchs, Johann                                  |
| KURZBESCHREIBUNG | deutscher Jurist, Richter am Bundesgerichtshof |
| GEBURTSDATUM     | 29. September 1946                             |
| GEBURTSORT       | Dingolfing                                     |